# Moriyama (Nagoja)
Moriyama (jap. 守山区 Moriyama-ku) – jedna z 16 dzielnic Nagoi, stolicy prefektury Aichi. Dzielnica została założona 15 lutego 1963 roku przez połączenie Nagoi z miastem Moriyama. Położona w północno-wschodniej części miasta. Graniczy z dzielnicami: Kita, Higashi, Meitō i Chikusa, a także miastami Owariasahi, Seto, Kasugai i Nagakute.
Na terenie dzielnicy znajdują się uczelnie Kinjo Gakuin University i Aichi Prefectural College of Nursing & Health.